# Lamtemen Barat
Lamtemen Barat is een bestuurslaag in het regentschap Banda Aceh van de provincie Atjeh, Indonesië. Lamtemen Barat telt 2643 inwoners (volkstelling 2010).